# Torre delle Sette Seghinelle
La torre delle Sette Seghinelle si trova a Siena, in angolo tra discesa della Costarella e la via di Città, a pochi passi da piazza del Campo.

## Storia e descrizione
Il curioso nome deriva dai davanzali decorati "a dente di sega". La torre venne costruita dagli Accarigi nel XIII secolo e fa parte dell'antico palazzo Crocini. Vi si aprono quattro ordini di bifore cieche con archi a sesto acuto.